# Померли в лютому 2014

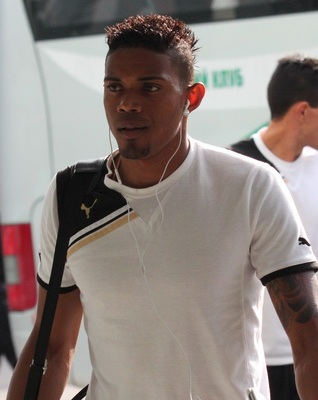
Майкон Перейра ді Олівейра

|  | Службовий список статей, створений для координації робіт з розвитку теми. Це попередження не встановлюється на інформаційні списки і глосарії. |

### 19 лютого
- Дейл Аллан Гарднер, 65, астронавт НАСА.

### 10 лютого
- Ширлі Темпл, 85, американська акторка, володарка «Молодіжної нагороди Академії» за 1934 рік (наймолодша людина, яка отримала «Оскар»), найвідоміша за своїми дитячими ролями у 1930-х роках.

### 8 лютого
- Майкон Перейра ді Олівейра, 25, бразильський футболіст, нападник ряду українських клубів[1]

### 5 лютого
- Гунга Чимітов, 89, народний поет Республіки Бурятія, заслужений працівник культури Російської Федерації[2]

### 4 лютого
- Оскар Гонсалес, 23, мексиканський боксер-професіонал; смерть мозку внаслідок травми[3]
- Ма У, 71, китайський актор та режисер[4]
- Іван Морозов, 83, радянський підводник, капітан 1 рангу, Герой Радянського Союзу (1966)[5]
- Олександр Смелов, 55, директор Інституту геології алмазу та благородних металів СО РАН, доктор геологічних наук, професор; вбивство[6]
- Гісса Чич, 77, адигейський композитор, заслужений діяч мистецтв Російської Федерації[7]

### 3 лютого
- Луїс Бров, 90, американська тенісистка, неодноразова переможниця турнірів «Великого шолома» у одиночному та парному розрядах[8]
- Річард Булл, 89, американкий актор[9]
- Сергій Маркін, 88, радянський державний діяч, голова Ради Міністрів Якутській АРСР (1979—1989)[10]
- Ігор Ур'яш, 48, російський піаніст, лауреат Міжнародного конкурсу камерних ансамблів імені Дж. Б. Віотті (1991), дипломант Міжнародного конкурсу піаністів імені С. С. Прокоф'єва (1992)[11]
- Марина Хмельницька, 73, ректор Російського університету театрального мистецтва — ГИТИС (2000—2009), професор, заслужений діяч мистецтв Російської Федерації[12]

### 2 лютого

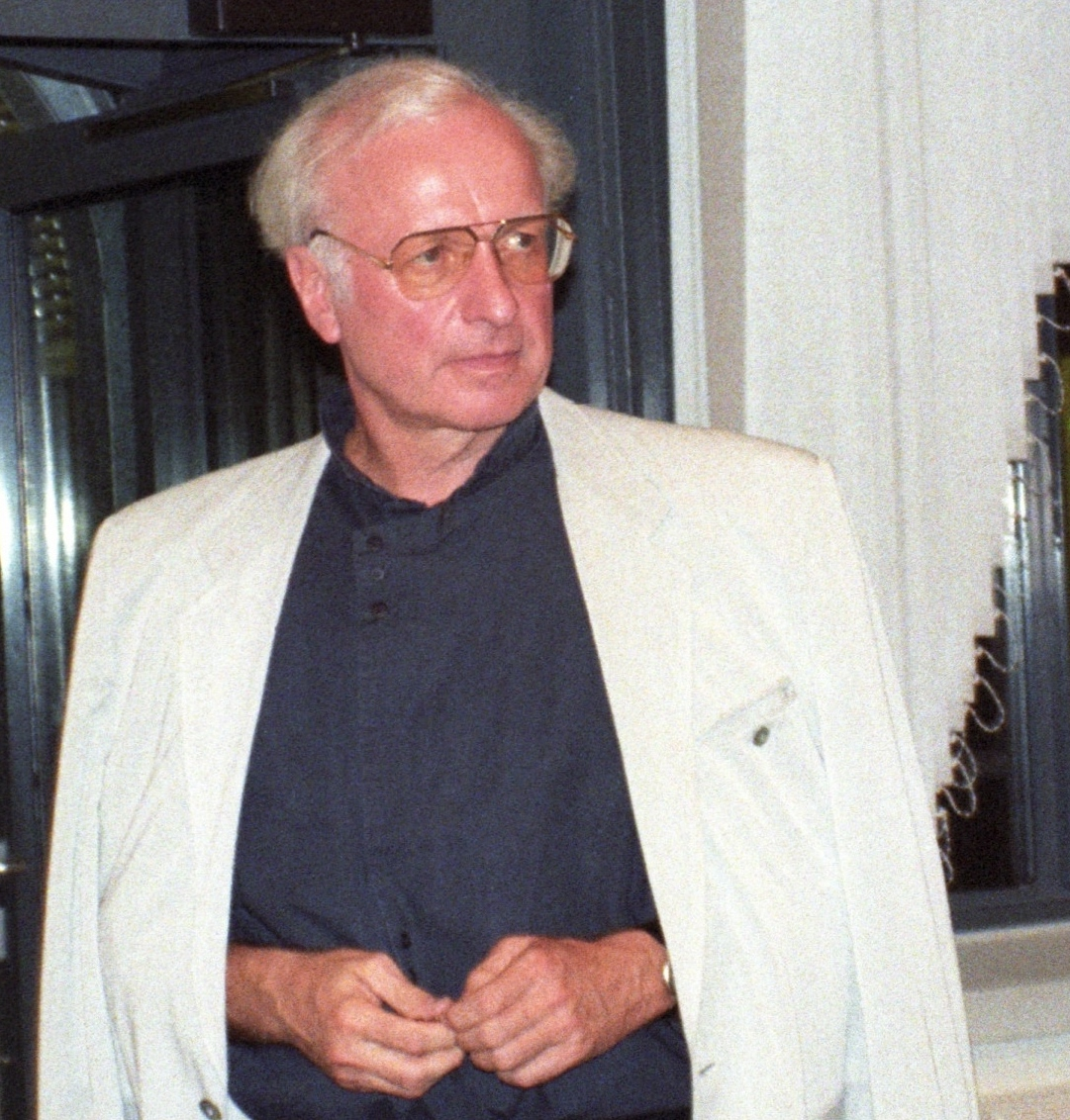
Герд Альбрехт

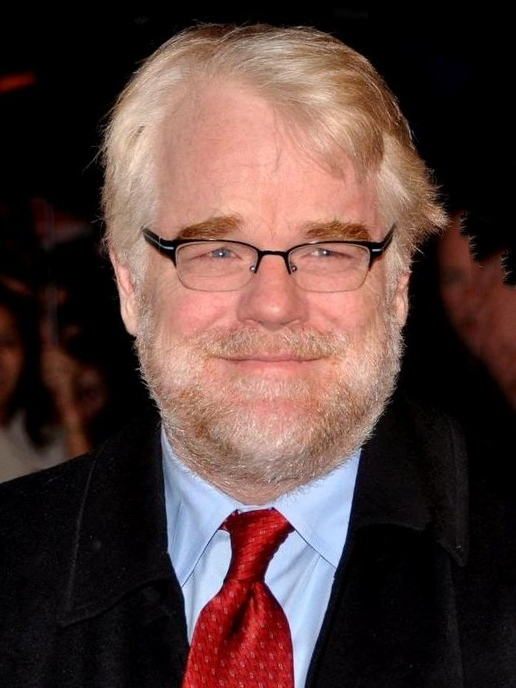
Філіп Сеймур Гоффман

- Герд Альбрехт, 78, німецький диригент, головний диригент Чеського філармонічного оркестру (1993—1996)[13]
- Карл Ерік Бен, 48, норвезький гандболіст та тренер, старший тренер жіночої збірної Угорщини з гандболу (з 2011)[14]
- Едуарду Коутіньйо, 80, бразильський режисер, лауреат Берлінського кінофестивалю (1985); вбивство[15]
- Філіп Сеймур Гоффман, 46, американський актор, лауреат премій «Оскар» та «Золотий глобус» (2006), призер Венеціанського міжнародного кінофестивалю (2012) («Магнолія», «Капоте», «Майстер»); передозування наркотиків[16]
- Ігор Мазепа, 40, засновник команди Russian Time гоночних серій GP2 і GP3[17]

### 1 лютого

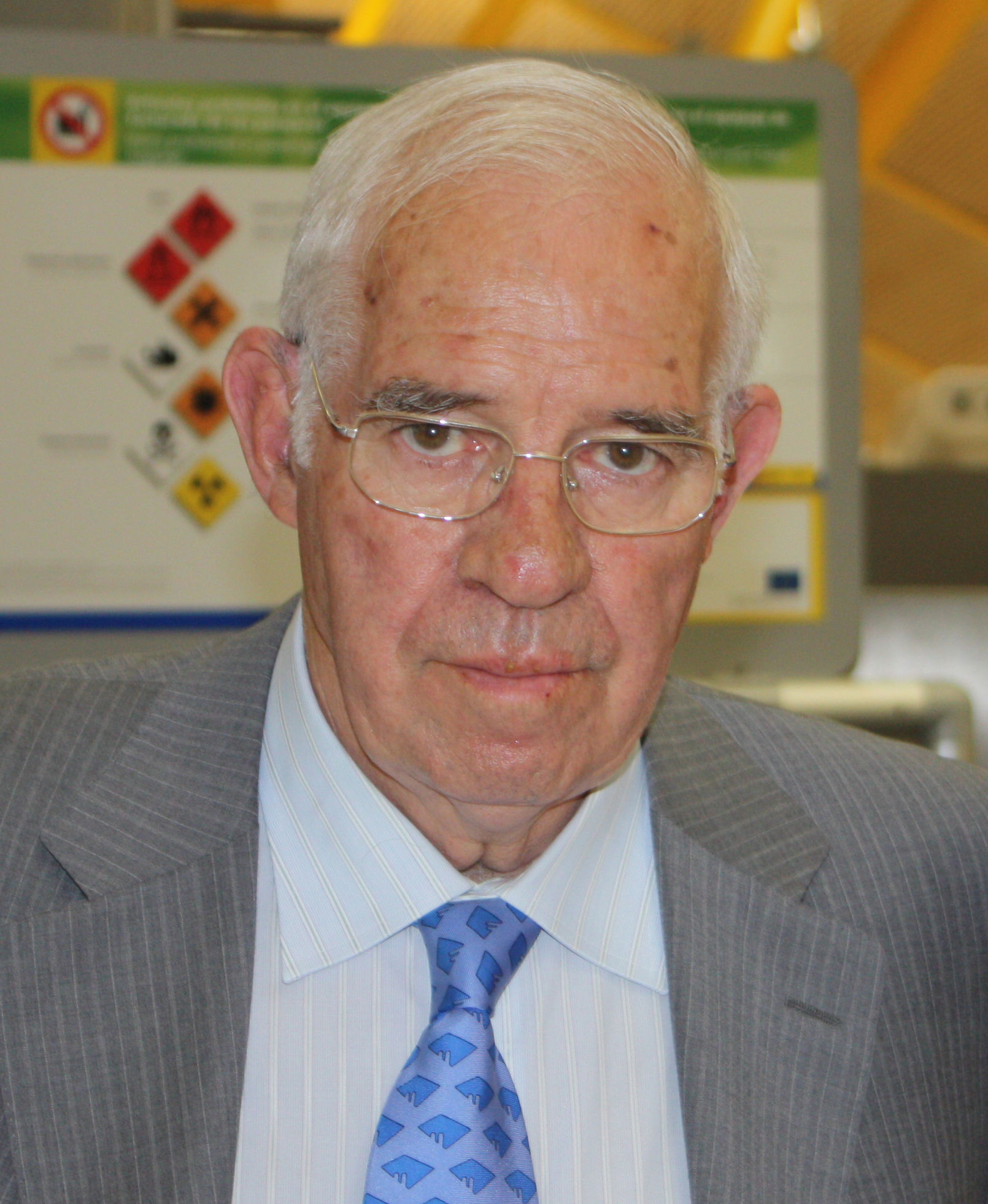
Луїс Арагонес

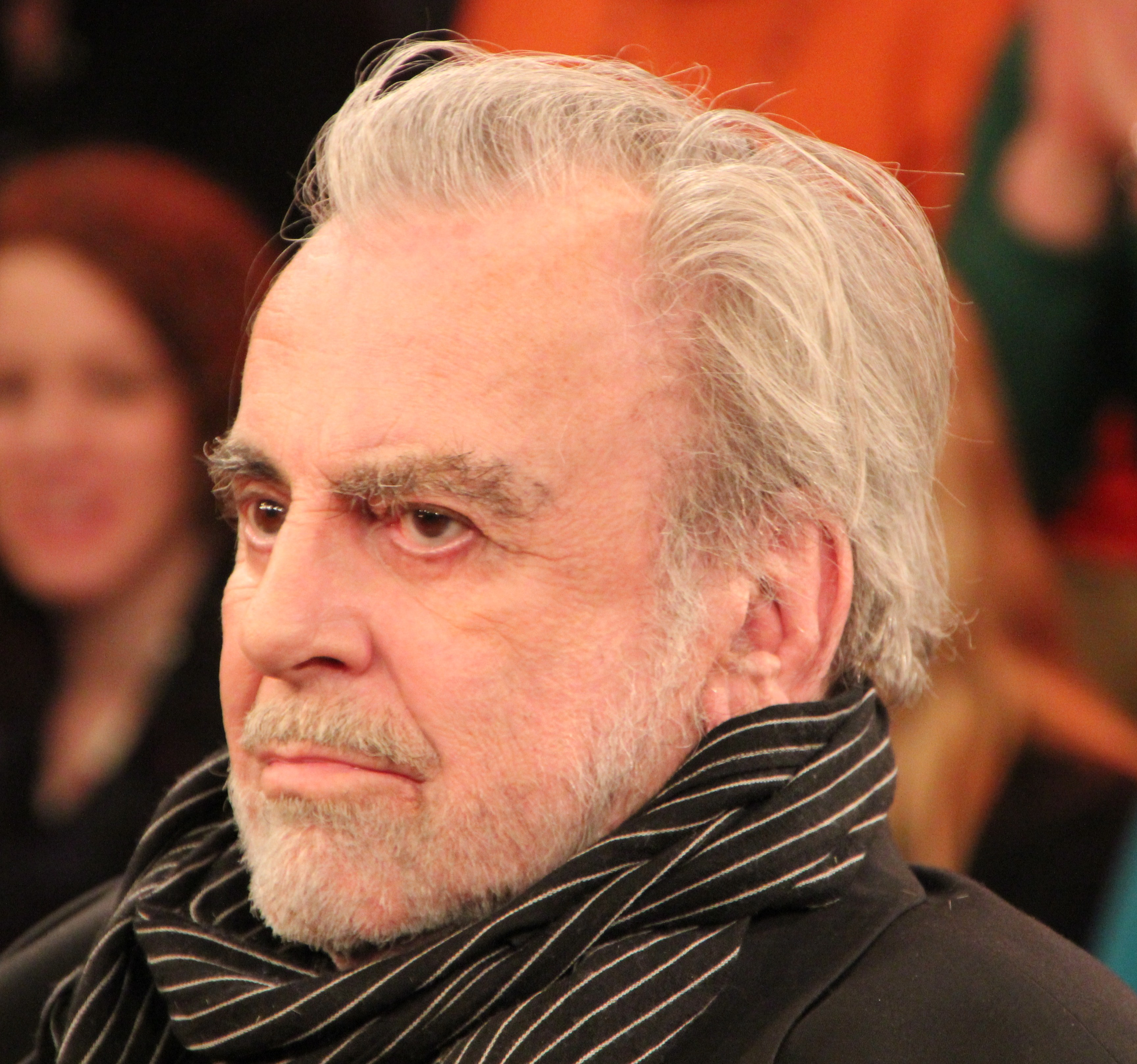
Максиміліан Шелл

- Флойд Адамс, 68, американський політик, мер Савани (Джорджія) (1996—2003)[18]
- Луїс Арагонес, 75, іспанський футболіст та тренер, головний тренер збірної Іспанії з футболу (2004—2008)[19]
- Любиша Душанович Гроїч, 85, учасник югославського партизанського руху періоду Другої світової війни, учасник ветеранського руху Естонії[20]
- Сергій Богуслаєв, 73, російський артист цирку, дресирувальник собак, клоун, заслужений артист Росії[21]
- Девід Павер, 85, австралійський легкоатлет, бронзовий призер літніх Олімпійських ігор у Римі (1960) у бігу на 10 000 метрів[22]
- Василь Петров, 97, радянський воєначальник, Маршал Радянського Союзу (1983), Герой Радянського Союзу (1982)[23]
- Леонід Пономаренко, 94, Герой Радянського Союзу (1944), почесний житель Новосибірська[24]
- Тоні Гейтлі, 72, англійський футболіст, нападник («Ноттс Каунті», «Астон Вілла», «Челсі» і «Ліверпуль»)[25]
- Максиміліан Шелл, 83, австрійський актор, продюсер та режисер, лауреат премій «Оскар» (1962) і «Золотий глобус» (1962, 1993) («Нюрнберзький процес», «Топкапі», «Джулія»)[26]